# 45-ös főút
45-ös főút (ungarisch für ‚Hauptstraße 45‘) ist eine ungarische Hauptstraße. Sie beginnt in Kunszentmárton an der 44-es főút und führt in generell südlicher Richtung in das 28,5 km entfernte Szentes und weiter in einigem Abstand östlich der Theiß (ungarisch: Tisza) nach Hódmezővásárhely, wo sie auf die 47-es főút trifft und endet. Die Gesamtlänge beträgt 53 Kilometer.